# Soul food

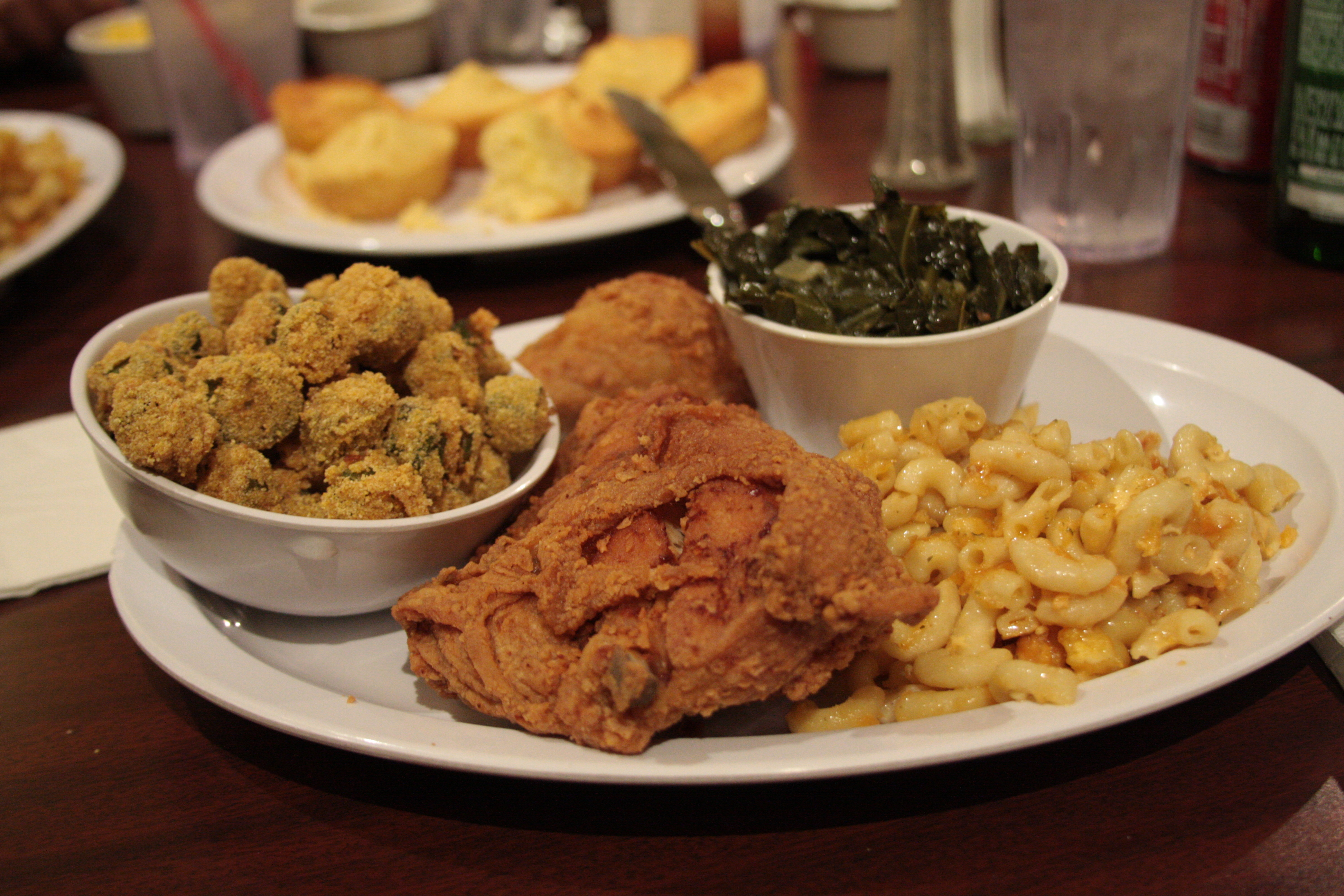
Een traditionele soul-foodmaaltijd bestaande uit gefrituurde kip met macaroni and cheese, savooiekool en gefrituurde okra

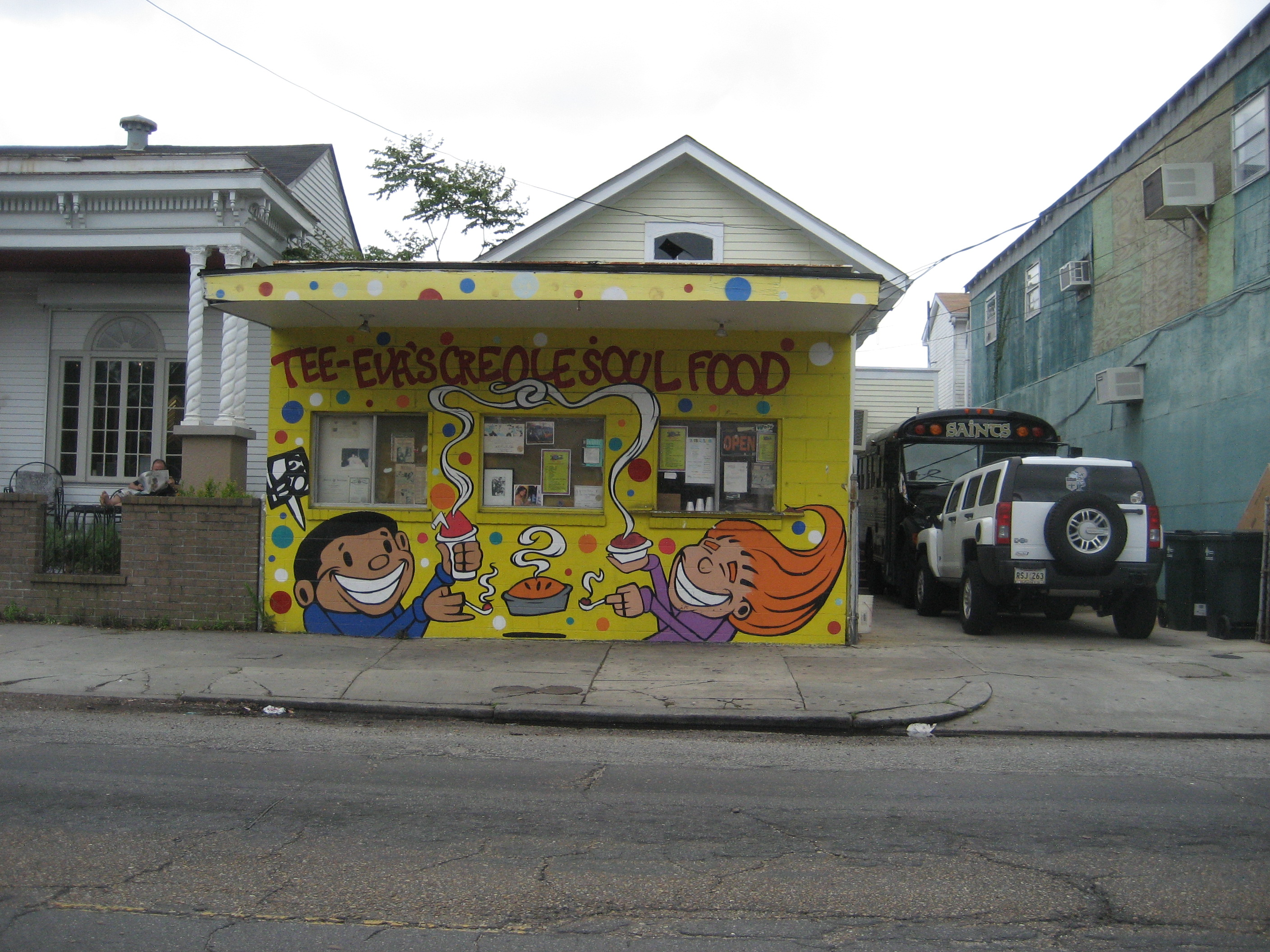
Soul-foodrestaurant in New Orleans

Soul food (letterlijk: zielvoedsel) is een aanduiding voor de traditionele keuken van Afro-Amerikanen in de Verenigde Staten, met het zwaartepunt in de Zuidelijke Staten.

## Geschiedenis
In de jaren 1960 werd soul food een onderdeel van de etnische identiteit van Afro-Amerikanen. Deze ontwikkeling hing samen met de Afro-Amerikaanse burgerrechtenbeweging van Martin Luther King, wat zorgde voor een versterking van het zelfbewustzijn van deze etnische groep.
In tijden van schaarste ontstonden er soul-foodgerechten die heden ten dage een vast bestanddeel zijn van de Amerikaanse keuken en ook internationaal populair werden, zoals spareribs en chicken wings. Aanvankelijk waren veel Afro-Amerikanen in de tijd van de slavernij en de daarop volgende periode genoodzaakt goedkope ingrediënten of restvlees te gebruiken. Voorbeelden hiervan zijn orgaanvlees, varkenspoten en -oren, alsook kippenvleugels.

## Ingrediënten
Hoewel enkele Afrikaanse ingrediënten zoals okra gebruikt worden voor soul food, is deze keuken grotendeels gebaseerd op de culinaire traditie van de Zuidelijke Amerikaanse Staten. Ook bevat soul food Europese en Indiaanse invloeden. Vanuit de Indiaanse keuken werden mais, diverse erwten en bonen, meervalachtigen, garnalen en kalkoenvlees overgenomen.
Naast zelfgejaagde dieren zoals grijze eekhoorns, opossums, konijnen, edelherten en verschillende soorten vissen en mosselen en restvlees zijn vooral mais, tarwe, rijst, aardappels en zoete aardappels de maaltijdbasis van soul food.
Kruiden en specerijen die kenmerkend zijn voor soul food zijn cayennepeper, nootmuskaat, piment, kaneel, kruidnagel, sesam, saffraan, tijm en azijn.
Veelgebruikte groenten in soul food zijn behalve bonen en erwten diverse soorten kool, pompoen, koolraap en uien.
Soul food bevat doorgaans veel vet en suiker, wat van oudsher toegevoegd wordt om de smaak van de relatief laagwaardige ingrediënten te verbeteren. Vlees wordt meestal gestoofd, gefrituurd of gebraden; groenten worden veelal gestoofd in reuzel.
Een zeer geliefde drank is gezoete ijsthee. Traditioneel wordt ook vaak karnemelk gedronken.

## Bekende gerechten

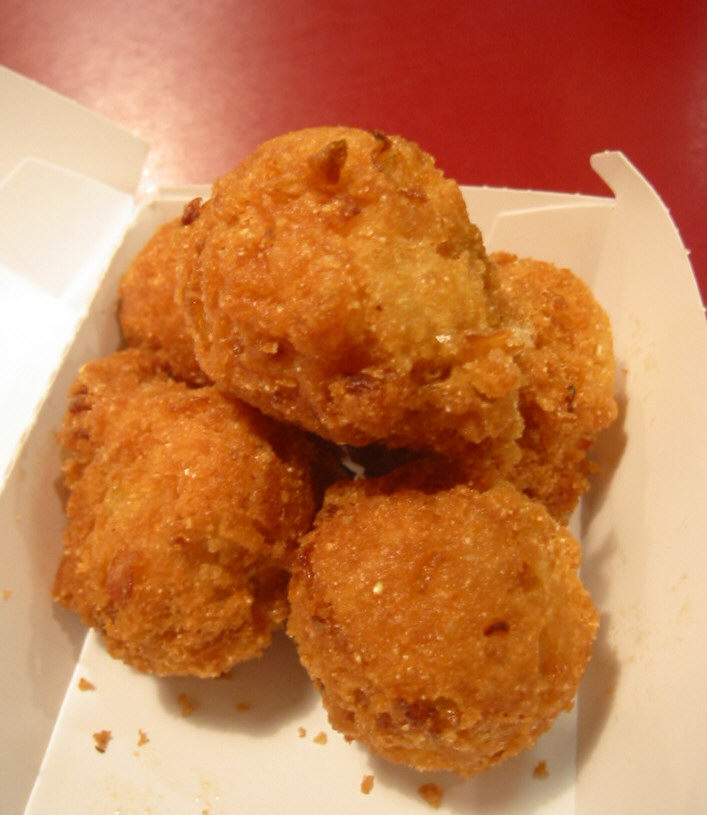
Hushpuppy's

- Collard greens (vergelijkbaar met Savooiekool)
- Drumsticks (kip)
- Fatback (gerookt en gezouten varkensspek)
- Geglazuurde zoete aardappel
- Gehaktballen
- Gekookte varkenspoten
- Grits (grutten, vergelijkbaar met polenta)
- Hoppin' John (rijst met zwarte bonen en varkensspek)
- Hushpuppy's
- Johnny Cakes (gezouten pannenkoeken van maismeel)
- Kalkoen- of kippenvleugels
- Kippenlever
- Maisbrood
- Ossenstaartsoep
- Spareribs